# 345 Tercidina
345 Tercidina è un asteroide della fascia principale del diametro medio di circa 94,12 km. Scoperto nel 1892, presenta un'orbita caratterizzata da un semiasse maggiore pari a 2,3250848 UA e da un'eccentricità di 0,0612472, inclinata di 9,75131° rispetto all'eclittica.
L'origine del suo nome è sconosciuta.